# 池上正 (作曲家)
池上 正（いけがみ ただし）は、主にゲームミュージックを手掛ける日本の作曲家。ハル研究所所属

## 概要
。『星のカービィ』シリーズなどへの参加で知られる。2010年時点のインタビューによれば音楽よりも「マネージャーとか、そういったお仕事」が多くなってきたという。

## 作品
- ワリオの森（SFC、1994年、菅浩秋と共同）
- 星のカービィ2（GB、1995年、安藤浩和と共同）
- 糸井重里のバス釣りNo.1（SFC、1997年）
- 糸井重里のバス釣りNo.1決定版!（N64、2000年、音楽協力・効果音）
- 大乱闘スマッシュブラザーズDX（GC、2001年、安藤浩和・酒井省吾・橘田拓人と共同）
- 星のカービィ 夢の泉デラックス（GBA、2002年、石川淳・安藤浩和・酒井省吾と共同）
- カービィのエアライド（GC、2003年、石川淳・安藤浩和・酒井省吾と共同）
- タッチ!カービィ（DS、2005年、石川淳と共同）
- 監修 日本常識力検定協会 いまさら人には聞けない 大人の常識力トレーニングDS（DS、2006年、安藤浩和・石川淳と共同）
- 星のカービィ 参上! ドロッチェ団（DS、2006年、石川淳・安藤浩和・酒井省吾と共同）
- みんなの常識力テレビ（Wii、2008年、安藤浩和・石川淳と共同）
- 毛糸のカービィ（Wii、2010年、冨田朋也・石川淳・安藤浩和と共同）
- スーパーカービィハンターズ（Switch、2019年、エンディングテーマ作曲）
- 星のカービィ ディスカバリー（Switch、2022年、メインテーマ作曲）